# Nghiêm Phụ
Nghiêm Phụ (嚴輔; 1450-1514), tên tự là An Bảo, thụy Mai Hiên; quê xã Lan Độ, huyện Đông Ngàn, phủ Từ Sơn, Kinh Bắc, nay là làng Quan Độ, xã Văn Môn, huyện Yên Phong, Bắc Ninh. Đỗ Đệ tam giáp đồng Tiến sĩ xuất thân khoa Mậu Tuất niên hiệu Hồng Đức năm thứ 9 (1478).

## Thân thế và sự nghiệp
Nghiêm Phụ sinh năm Canh Ngọ đời vua Lê Nhân Tông niên hiệu Thái Hòa thứ 8 (1450), là con trai duy nhất của Nghiêm Lý (thụy Chân Hòa) và bà Nguyễn Thị (hiệu Từ Nghi).
Ông theo học tại trường Thái học sinh. Năm 24 tuổi (1473), Nghiêm Phụ dự khoa thi Hương và đỗ Tứ trường. Năm 28 tuổi, khoa thi Hương năm Đinh Dậu thời Hồng Đức năm thứ 8 (1477), ông đỗ Nho sinh Trúng thức. Năm 29 tuổi, khoa thi Hội năm Mậu Tuất thời Hồng Đức năm thứ 9 (1478), ông đỗ Đệ tam giáp đồng Tiến sĩ xuất thân và được ban chức quan Gia hạnh Đại phu - Nghệ An đạo tán trị Thừa Tuyên xứ - Tổng đốc.
Nghiêm Phụ có người em họ (em con nhà chú) là Nghiêm Ích Khiêm đỗ Hoàng giáp Tiến sĩ làm quan đồng triều, tài đức được sĩ phu trọng vọng.